# Pros Mund
Pros Mund, parfois orthographié Prosmond, (mort en 1644) est un amiral danois du XVIIe siècle. Il commande la flotte danoise pendant la guerre de Torstenson et est tué, à bord de son navire amiral Patientia, le 13 octobre 1644 à la Bataille de Fehmarn.

## Biographie

### Origines et jeunesse
Pros Mund est le fils de Niels Mund de Bjerkevold et d'Ingeborg Prosdatter Hørb. Il entre dans la marine royale danoise et est promu lieutenant en 1624 puis capitaine en 1628. Cette année-là, il est positionné au sud de la mer Baltique, où il a pour mission d'empêcher le Saint-Empire romain germanique d'établir sa flotte à Rostock, Warnemünde, Wismar, et Greifswald, participant également à la défense de Stralsund. 
En 1630 il est envoyé dans un premier temps dans les îles Féroé et sur la côte de Norvège pour défendre les navires de commerce contre la piraterie puis plus tard pour lutter contre les vaisseaux hambourgeois sur l'Elbe, où il patrouille avec deux vaisseaux l'année suivante. Il patrouille ensuite en mer du Nord et au large des côtes norvégiennes en 1633, en qualité de chef d'escadre. En 1633, il reçoit un fief en Islande, dans lequel il passera plusieurs hivers en compagnie de sa femme, Edel Urne, fille de Johan Urne de Valsø, qui l'y accompagne en 1638.

### Guerre de Torstenson
Lorsque la guerre de Torstenson contre la Suède éclate en 1643, il est rappelé au sein de la flotte danoise. Au début de l'année 1644, il commande une petite escadre. Après avoir rejoint en mai la flotte commandée par Ove Gjedde à Flækkerø (l'actuelle île de Flekkerøy au large de Kristiansand) ensemble ils mettent les voiles en mer du Nord où, le 25 mai, il livre un combat contre une flotte Suédo-hollandaise commandée par Martin Thijssen, dont l'issue est indécise. À son retour à Flakkerø, Mund accuse plusieurs de ses officiers d'avoir refusé ses ordres et de l'avoir trahi devant l'ennemi. 
Le 1er juillet 1644, il participe à la bataille de Colberger Heide, en tant que Quarter Admiral commandant la quatrième escadre. À nouveau plusieurs capitaines placés sous ses ordres manquent à leurs devoirs; tout du moins, le Roi Christian IV se plaint à haute voix de leur conduite, écrivant que ces derniers s'étaient placés volontairement à l'abri derrière leur chef afin de moins s'exposer devant l'ennemi. Que ces plaintes soient justifiées ou non, elles ne concernaient pas Mund lui-même, qui fait preuve d'un grand courage pendant le combat. Son navire amiral S:t Sophie est celui qui déplore le plus de pertes et qui est le plus endommagé de la flotte.

### Décès au combat de Fehmarn
En septembre, il reçoit l'ordre de croiser avec dix-sept vaisseaux de ligne entre Fehmarn et Lolland et d'attaquer tous les navires ennemis qui se présenterait dans la zone, il doit également observer les mouvements de la flotte suédoise. Alors que ses équipages étaient affaiblis par la maladie, le plus gros de la flotte suédoise commandée par Carl Gustaf Wrangel est rejoint, de manière inattendue, par une flotte hollandaise commandée par Thijssen (depuis anobli sous le nom d'Anckarhjelm). Ces 42 vaisseaux attaquent le 13 octobre. Les Danois sont-ils surpris par cette attaque ou Pros Mund cherchait-il à éviter un combat alors qu'il se savait en infériorité. La flotte Suédo-hollandaise défait les Danois. Après une résistance courageuse, le navire amiral danois Patientia est abordé et pris par Abraham Duquesne, qui servait alors dans la Marine royale suédoise. Mund refuse la proposition de Français de se rendre et préfère mourir plutôt que de se rendre. Il est tué dans le combat et son corps est jeté à la mer. Seuls trois vaisseaux danois parviennent à s'échapper, le reste de la flotte est soit prise soit détruite.
Pros Mund possédait la ferme familiale de Bjerkevold en Norvège et avait acquis Grevensvænge en Zélande. Sa veuve achète le domaine de Rønnebæksholm, non loin.

## Sources et bibliographie
- Léon Guérin, Histoire maritime de France, volume 3 sur Google Livres